# Xirótopos
Xirótopos (Ksirotopos) är en ort i Grekland.   Den ligger i prefekturen Nomós Serrón och regionen Mellersta Makedonien, i den nordöstra delen av landet, 400 km norr om huvudstaden Aten. Xirótopos ligger 719 meter över havet och antalet invånare är 138.
Terrängen runt Xirótopos är huvudsakligen kuperad, men norrut är den bergig. Runt Xirótopos är det ganska tätbefolkat, med 214 invånare per kvadratkilometer. Närmaste större samhälle är Serrai, 12,2 km söder om Xirótopos. Trakten runt Xirótopos består till största delen av jordbruksmark.